# Anomala tetanotricha
Anomala tetanotricha är en skalbaggsart som beskrevs av Ohaus 1916. Anomala tetanotricha ingår i släktet Anomala och familjen Rutelidae. Inga underarter finns listade i Catalogue of Life.